# Ģ
Der Buchstabe Ģ (kleingeschrieben ģ) ist ein Buchstabe des lateinischen Schriftsystems, bestehend aus einem G mit Cedille. Er ist der elfte Buchstabe des lettischen Alphabets (und wird dort in der Regel in der Gestalt eines Kommas dargestellt) und entspricht dort dem IPA-Laut ɟ.
Eine typographische Besonderheit stellt der Kleinbuchstabe ģ dar. Da es nicht genug Platz gäbe, um unter dem g, welches alleine bereits recht tief ist, noch eine Cedille anzuknüpfen, wird sie stattdessen auf dem Kopf stehend auf dem g angebracht. Oft wird die Cedille auch durch einen Apostroph ersetzt.

## Darstellung auf dem Computer
Unicode enthält das G mit Cedille auf den Codepunkten U+0122 (Großbuchstabe) und U+0123 (Kleinbuchstabe). In ISO 8859-4 belegt das Ģ die Stellen 0xAB (Großbuchstabe) und 0xBB (Kleinbuchstabe).
Mit der deutschen Standard-Tastaturbelegung E1 und deren Vorgängerfassung T2 wird Ģ/ģ mit der Tastenfolge Alt Gr+j (für die Cedille) gefolgt von G/g eingegeben, oder auch mit der Tastenfolge Alt Gr+k (für das Unterkomma) gefolgt von G/g. Somit führen sowohl die für Benutzer mit Kenntnis der Zeichenfunktion als auch die für an der Zeichengestalt des Großbuchstabens orientierte Benutzer naheliegende Tastenfolge gleichermaßen zu dem beabsichtigten Ergebnis.